# مهرنجان أرامنة
مهرنجان أرامنة (بالفارسية: مهرنجان ارامنه) هي قرية تقع في البلدة المركزية في إيران. يقدر عدد سكانها بـ 231 نسمة بحسب إحصاء 2016.